# Кюрбан
Кюрба́н (фр. Curbans, окс. Curbans) — коммуна во Франции, находится в регионе Прованс — Альпы — Лазурный Берег. Департамент коммуны — Альпы Верхнего Прованса. Входит в состав кантона Ла-Мот-дю-Кер. Округ коммуны — Форкалькье.
Код INSEE коммуны — 04066.

## Население
Население коммуны на 2008 год составляло 390 человек.
| 1962 | 1968 | 1975 | 1982 | 1990 | 1999 | 2008 |
| ---- | ---- | ---- | ---- | ---- | ---- | ---- |
| 148  | 136  | 119  | 164  | 241  | 282  | 390  |

## Экономика
В 2007 году среди 239 человек в трудоспособном возрасте (15—64 лет) 190 были экономически активными, 49 — неактивными (показатель активности — 79,5 %, в 1999 году было 66,8 %). Из 190 активных работали 176 человек (97 мужчин и 79 женщин), безработных было 14 (6 мужчин и 8 женщин). Среди 49 неактивных 17 человек были учениками или студентами, 16 — пенсионерами, 16 были неактивными по другим причинам.

## Достопримечательности
- Замок Руссе
- Церковь Сен-Пьер (XIII—XIV века)
- Часовня Сен-Пьер на кладбище
- Часовня монастыря Непорочного Зачатия Божьей Матери
- Мост-дамба Сольс